# Armen-Ball-Polka
Die Armen-Ball-Polka ist eine Polka von Johann Strauss (Sohn) (op. 176). Das Werk wurde am 7. Januar 1856 in Schwenders Casino in Wien erstmals aufgeführt.

## Einzelnachweis
1. ↑  Quelle: Englische Version des Booklets (Seite 50) in der 52 CDs umfassenden Gesamtausgabe der Orchesterwerke von Johann Strauß (Sohn), Hrsg. Naxos (Label). Das Werk ist als zweiter Titel auf der 17. CD zu hören.